# Oksana Jakowlewa
Oksana Mykołajiwna Jakowlewa (ukr. Оксана Миколаївна Яковлєва, ur. 6 października 1980 w Dubrowce) – ukraińska biathlonistka, dwukrotna medalistka mistrzostw świata.

## Kariera
W Pucharze Świata zadebiutowała 5 grudnia 1999 roku w Hochfilzen, zajmując piąte miejsce w sztafecie. Pierwsze punkty zdobyła 16 grudnia 1999 roku w Pokljuce, gdzie zajęła 21. miejsce w biegu indywidualnym. Nigdy nie stanęła na podium indywidualnych zawodów pucharowych, najwyższą lokatę zajęła 20 grudnia 2003 roku w Osrblie, kończąc rywalizację w sprincie na dwunastej pozycji. Najlepsze wyniki osiągnęła w sezonie 2003/2004, kiedy zajęła 40. miejsce w klasyfikacji generalnej.
Podczas mistrzostw świata w Chanty-Mansyjsku w 2003 roku wspólnie z Oksaną Chwostenko, Ołeną Petrową i Iryną Merkuszyną wywalczyła srebrny medal w sztafecie. Na rozgrywanych pięć lat później mistrzostwach świata w Östersund Ukrainki w składzie: Oksana Jakowlewa, Wita Semerenko, Wałentyna Semerenko i Oksana Chwostenko ponownie zajęły drugie miejsce w sztafecie. Była też między innymi piętnasta w biegu indywidualnym podczas mistrzostw świata w Hochfilzen w 2005 roku.
Ponadto kilkukrotnie zdobywała medale mistrzostw Europy, w tym złote w biegu indywidualnym na mistrzostwach Europy w Haute Maurienne (2001) i mistrzostwach Europy w Bansku (2007) oraz w sprincie i sztafecie na mistrzostwach Europy w Novym Měscie. Brała też udział w igrzyskach olimpijskich w Salt Lake City w 2002 roku, gdzie w swoim jedynym starcie zajęła 27. miejsce w biegu indywidualnym.
W 2010 roku zakończyła karierę.

## Osiągnięcia

### Igrzyska olimpijskie
| Rok  | Miejscowość    | Konkurencje | Konkurencje | Konkurencje | Konkurencje | Konkurencje | Konkurencje | Konkurencje |
| Rok  | Miejscowość    | IN          | SP          | PU          | MS          | RL          | MR          | SR          |
| ---- | -------------- | ----------- | ----------- | ----------- | ----------- | ----------- | ----------- | ----------- |
| 2002 | Salt Lake City | 27.         | –           | –           | nd.         | –           | nd.         | –           |

### Mistrzostwa świata
| Rok  | Miejscowość     | Konkurencje | Konkurencje | Konkurencje | Konkurencje | Konkurencje | Konkurencje | Konkurencje |
| Rok  | Miejscowość     | IN          | SP          | PU          | MS          | RL          | MR          | SR          |
| ---- | --------------- | ----------- | ----------- | ----------- | ----------- | ----------- | ----------- | ----------- |
| 2003 | Chanty-Mansyjsk | DNF         | 72.         | –           | –           | 2.          | nd.         | –           |
| 2004 | Oberhof         | 18.         | 47.         | 43.         | –           | 7.          | nd.         | –           |
| 2005 | Hochfilzen      | 15.         | –           | –           | –           | 7.          | nd.         | –           |
| 2007 | Anterselva      | 52.         | –           | –           | –           | 9.          | –           | –           |
| 2008 | Östersund       | 20.         | –           | –           | –           | 2.          | 13.         | –           |

### Puchar Świata

#### Miejsca w klasyfikacji generalnej
| Sezon     | Miejsce |
| --------- | ------- |
| 1999/2000 | 69.     |
| 2000/2001 | -       |
| 2001/2002 | 53.     |
| 2002/2003 | -       |
| 2003/2004 | 40.     |
| 2004/2005 | 67.     |
| 2006/2007 | 74.     |
| 2007/2008 | 67.     |
| 2008/2009 | -       |
| 2009/2010 | 96.     |

#### Miejsca na podium chronologicznie
Jakowlewa nigdy nie stanęła na podium indywidualnych zawodów PŚ.